# Pravila Formule 1
Pravila Formule 1, ki sta jih postavili FIA in kasneje FISA, so se močno spremenila od prve sezone Formule 1, 1950. Spreminjajo se v dogovoru z moštvi med koncem ene in začetkom druge sezone, v izjemnih primerih pa lahko tudi med sezono. To se je na primer zgodilo v sezoni 1994 po dveh smrtnih nesrečah na tragični Veliki nagradi San Marina, ko so s spremenjenimi pravili že za naslednjo dirko poskušali zmanjšati podtlak in s tem hitrost v ovinkih. 